# Cerkiew św. Apostoła Jana Teologa w Nowoberezowie
Cerkiew pod wezwaniem św. Apostoła Jana Teologa – prawosławna cerkiew filialna w Nowoberezowie. Należy do parafii Wniebowstąpienia Pańskiego w Nowoberezowie, w dekanacie Hajnówka diecezji warszawsko-bielskiej Polskiego Autokefalicznego Kościoła Prawosławnego. 

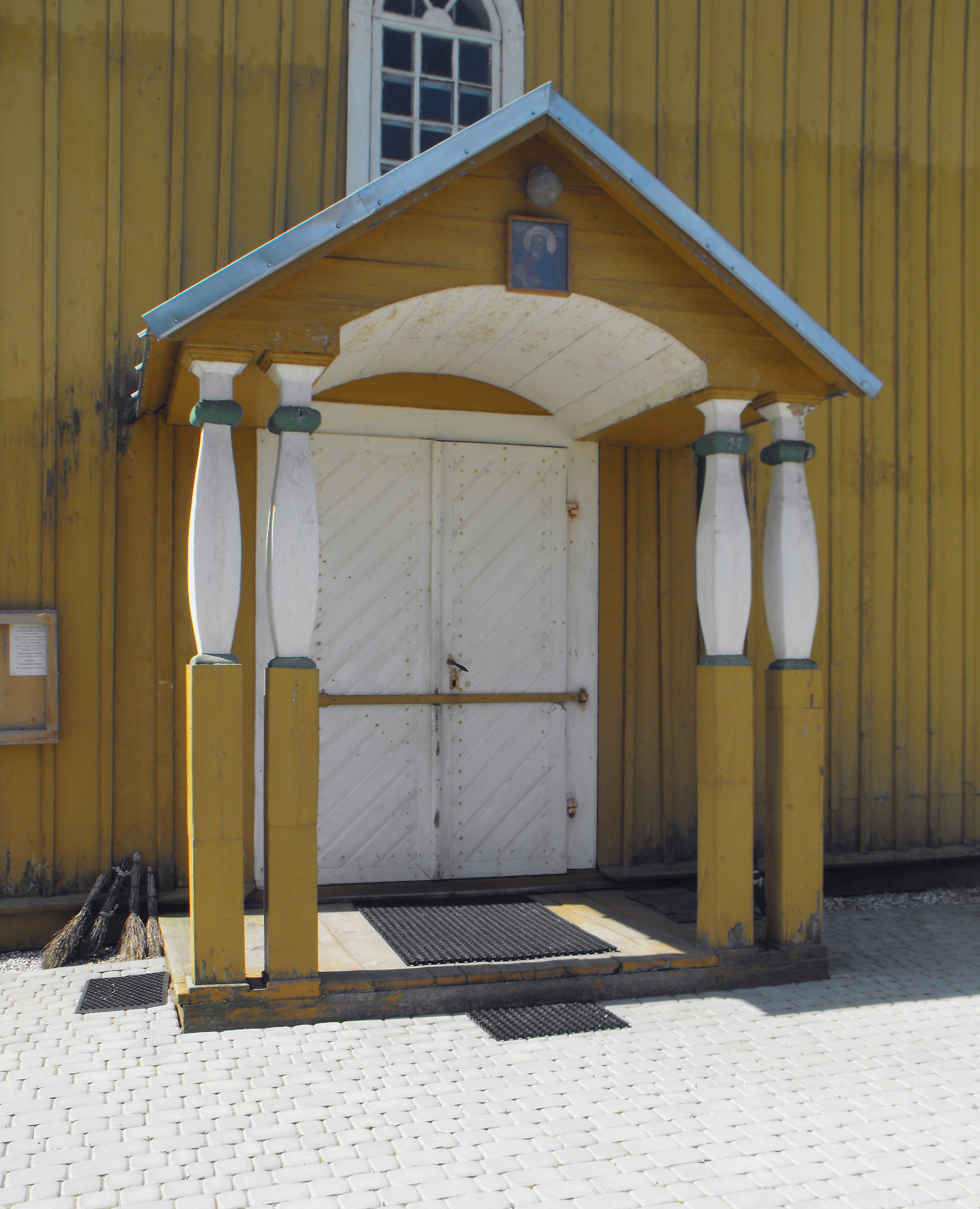
Główne wejście

Zbudowana w 1771 na planie prostokąta jako świątynia unicka. Jej fundatorką była Izabela Branicka. Cerkwią prawosławną stała się po synodzie połockim w 1839 r., który włączył wszystkie parafie unickie na Podlasiu, na Litwie i na Białorusi do Rosyjskiego Kościoła Prawosławnego. Jest to cerkiew drewniana, szalowana, o konstrukcji zrębowej, nieorientowana. Wewnątrz polichromie wykonane na suficie (odrestaurowane w 1995). Prezbiterium (ałtar) zamknięte w linii prostej. W części południowej zakrystie (ponomarki), w części północnej kruchta (pritwor) z dobudowaną w 1883 na planie kwadratu wieżą-dzwonnicą. Dachy cerkwi blaszane. Wejścia (główne i dwa boczne) poprzedzone dwuspadowymi daszkami wspartymi na czterech słupach. Wieża zwieńczona ostrosłupowym hełmem z kopułką. Nad nawą dach dwuspadowy, z wieżyczką zwieńczoną baniastym hełmem. Nad prezbiterium dach dwuspadowy. Do 2 połowy XX wieku nawa główna była pokryta drewnianym gontem.
Cerkiew św. Jana Teologa była początkowo świątynią parafialną. Przemianowana na filialną w końcu XIX w., po wybudowaniu nowej murowanej cerkwi pod wezwaniem Wniebowstąpienia Pańskiego. 
W drugiej połowie 2016 cerkiew przeszła gruntowny, zewnętrzny remont – wymieniono stolarkę drzwiową i okienną, wymieniono dach nad bocznymi przybudówkami, odrestaurowano ganki przy wejściach oraz odmalowano ściany. W 2021 r. wykonano prace remontowe wewnątrz świątyni – odmalowano ściany, podłogę i elementy wyposażenia cerkwi oraz wyłożono boazerią dzwonnicę i pomieszczenie na szaty liturgiczne. Remont finansowany był z pieniędzy Urzędu Marszałkowskiego Województwa Podlaskiego, Funduszu Kościelnego Ministerstwa Spraw Wewnętrznych i Administracji oraz środków własnych parafii.
Przy cerkwi znajduje się studnia – miejsce, w którym 18 stycznia (święto Chrztu Pańskiego) oraz 21 maja (dzień patrona świątyni) dokonuje się poświęcenia wody. Oprócz tego, w pobliżu świątyni znajduje się: grób rodziny Gromotowiczów, grób ks. Kłoczkowskiego, grób nieznanego żołnierza oraz kilka krzyży wotywnych.
Cerkiew została wpisana do rejestru zabytków 3 listopada 1951 pod nr 9.
W październiku 2023 r. - podczas prac inwentaryzacyjnych prowadzonych przez zespół Katalogu Zabytków Sztuki w Polsce - na strychu cerkwi znaleziono ponad 20 elementów XVII-wiecznego ikonostasu - ikony z rzędów proroków i Apostołów, fragmenty wrót i zdobień. Jako że większość ikonostasów z dawnych cerkwi unickich zostało w XIX w. zastąpionych nowymi konstrukcjami i zniszczonych, odnaleziony zabytek jest najstarszym znanym ikonostasem na Podlasiu. Poddany został konserwacji w Centrum Badań i Konserwacji Dziedzictwa Kulturowego UMK w Toruniu.  Podobne obiekty nie zachowały się również w cerkwiach na Litwie i Białorusi.